# Ellignies-lez-Frasnes
Ellignies-lez-Frasnes est un village belge situé sur la Rhosnes, à 6 kilomètres au nord de Leuze-en-Hainaut, dans la province de Hainaut en Région wallonne. 
En 1932 Ellignies fusionne avec Anvaing. Et lors de la grande réforme des structures communales de 1977 les deux forment, avec Frasnes et d’autres villages, la nouvelle commune de Frasnes-lez-Anvaing.
Elle possède une source très connue des villageois de l'entité et de la région, La fontaine à Buse, qui est toujours potable, ce qui est rare dans cette région si bâtie et peuplée. Elle prend sa source dans les bois de Martimont, et sort d'une buse, d'où son nom. 

## Évolution démographique
- Sources : INS, Rem. : 1831 jusqu'en 1970 = recensements, 1976 = nombre d'habitants au 31 décembre.

## Galerie

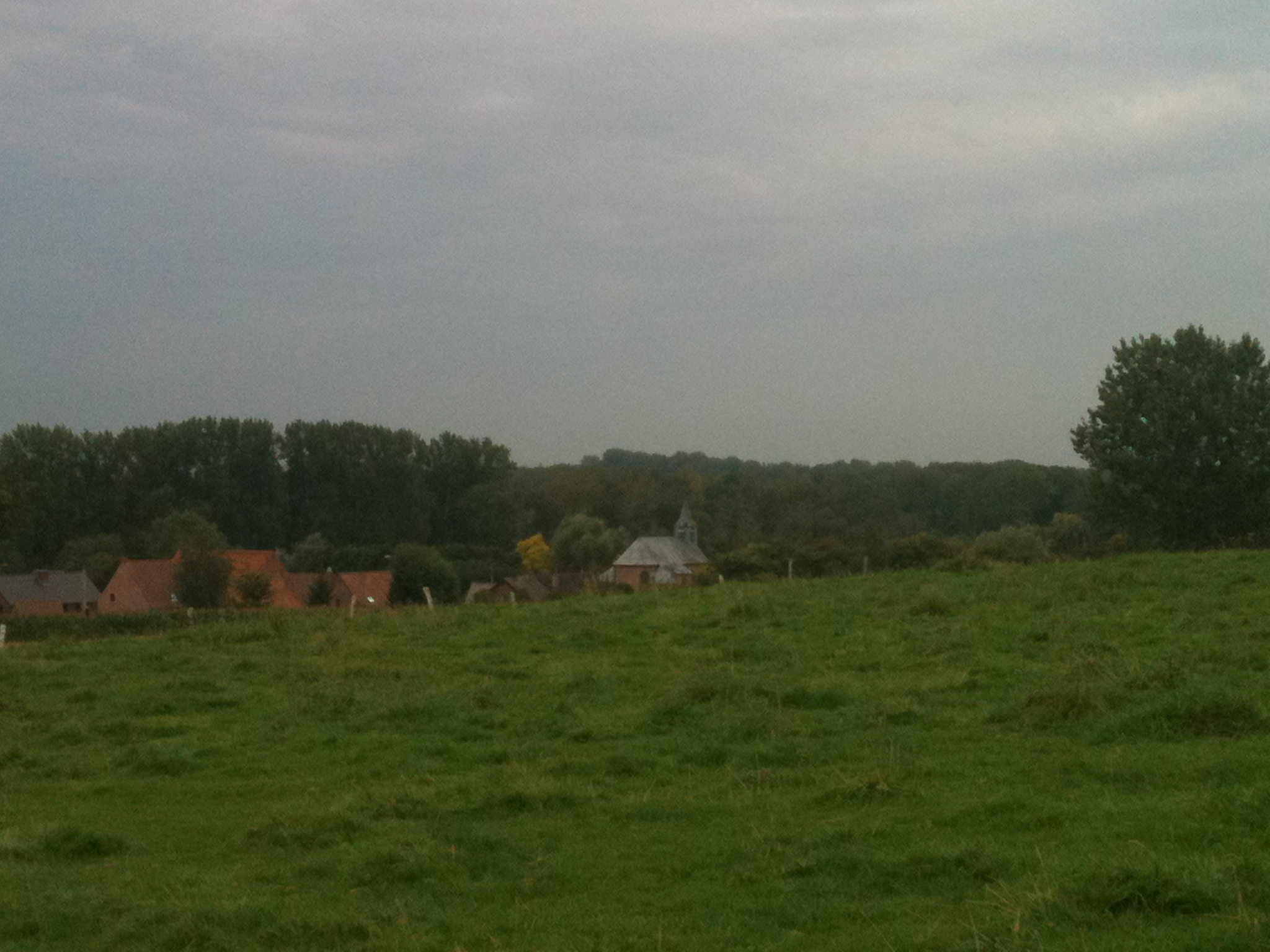
Le village et l'église
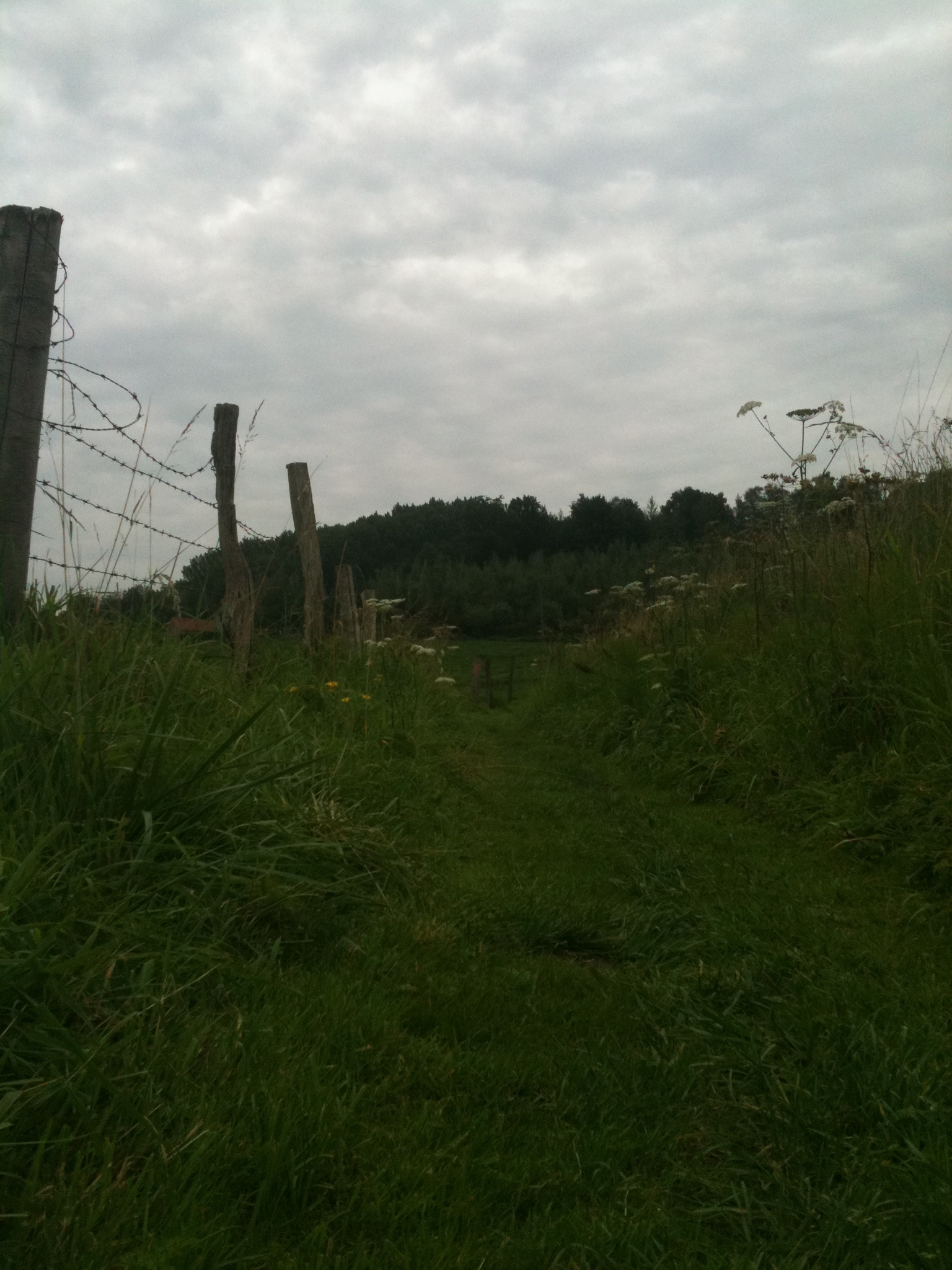
Un sentier montant à Martimont